# Kulturroute (Westlausitz)
Die Kulturroute ist eine insgesamt 70 Kilometer lange Radroute in der Region Westlausitz, einer Teilregion der Oberlausitz, in Sachsen. Die Strecke wurde zusammen mit der Naturerlebnis-, der Produkt- sowie der überregionalen Röderradroute am Tag des offenen Denkmals 2014 eröffnet. Bedeutende Parks und Schlösser säumen ihren Verlauf, so unter anderem das Barockschloss in Rammenau, der historische Schlosspark in Großharthau und das Seifersdorfer Tal, einer der frühesten und berühmtesten Landschaftsgärten Deutschlands. Auch die Burg Stolpen ist über diese Route zu erreichen. In Bischofswerda lädt die Carl-Lohse-Galerie mit wechselnden Ausstellungen zum Besuch ein.

## Strecke
Ausgehend von den drei Startpunkten Stolpen, Elstra und Seifersdorfer Tal können insgesamt 26 Stationen besucht werden. Die Route verläuft hauptsächlich auf asphaltierten Straßen, lediglich unterbrochen von naturbelassenen Waldwegen im Waldgebiet der Luchsenburg. Dort befindet sich auch die höchste Erhebung der Strecke, die ansonsten keine längeren Steigungen beinhaltet.

## Stationen der Route
Entlang der Kulturroute befinden sich die folgenden thematischen Stationen:
- Stolpen: Burg Stolpen, historischer Markt
- Großharthau: Schlosspark
- Bischofswerda: Historischer Altmarkt mit Rathaus, Carl-Lohse-Galerie, Mühlteichareal mit Postmeilensäule, Christuskirche, Kirche St. Benno, Waldbühne
- Rammenau: Altes Gefängnis, Barockschloss Rammenau
- Elstra: Boderitzer und Prietitzer Schanze
- Ohorn: Forsthaus Luchsenburg, Heimatmuseum im Bürgerhaus
- Pulsnitz: Schlosspark Pulsnitz, Historischer Markt und St. Nicolai, Stadt- und Pfefferkuchenmuseum, Ernst-Rietschel-Geburtshaus und Kunsthalle, Bienenmuseum, Bibelgarten Oberlichtenau, Barockschloss Oberlichtenau
- Lichtenberg: Puppenmuseum
- Wachau: Barockschloss und Schlosspark Wachau
- Seifersdorf: Schloss Seifersdorf, Seifersdorfer Tal

### Galerie

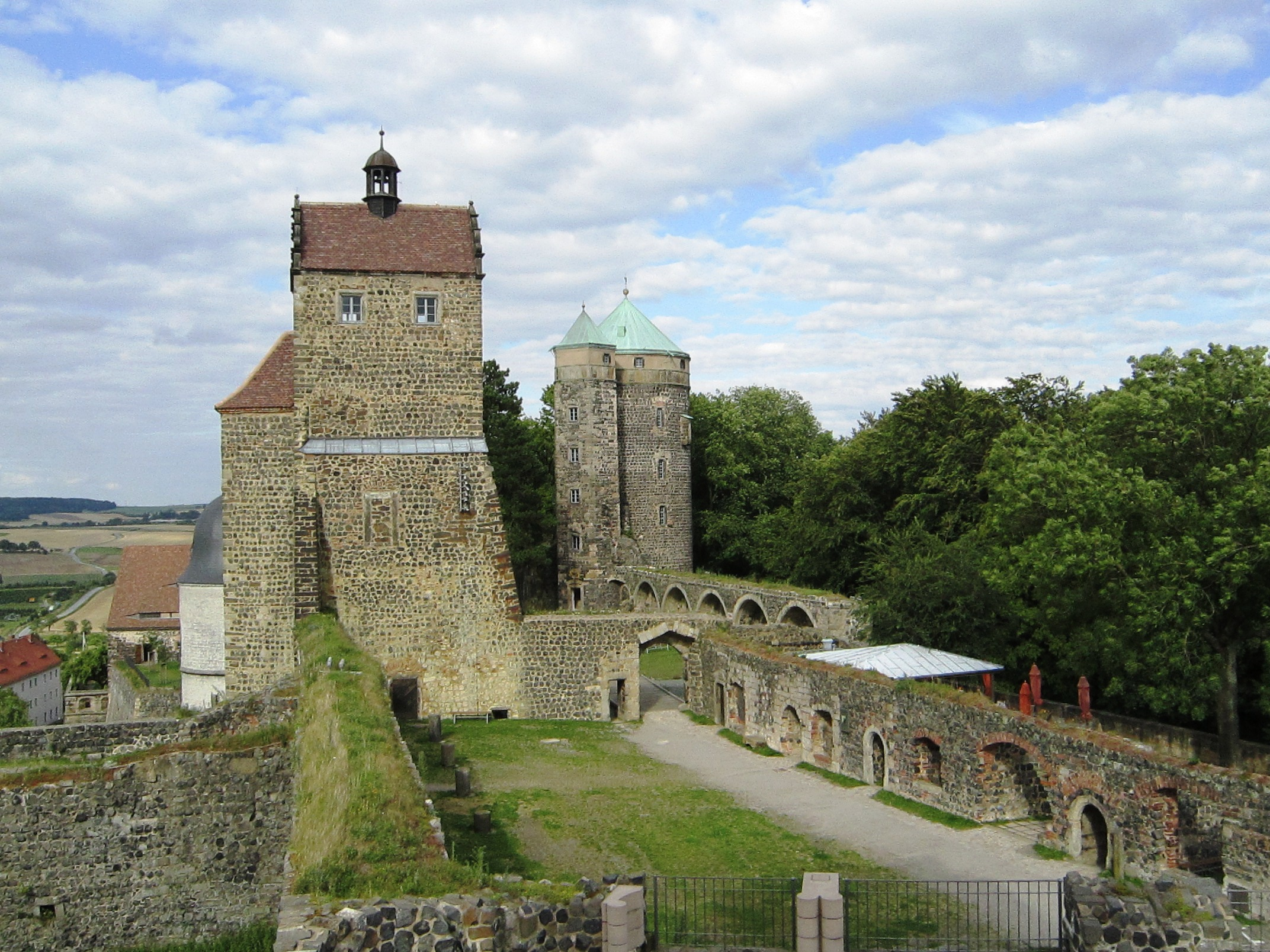
Stolpen
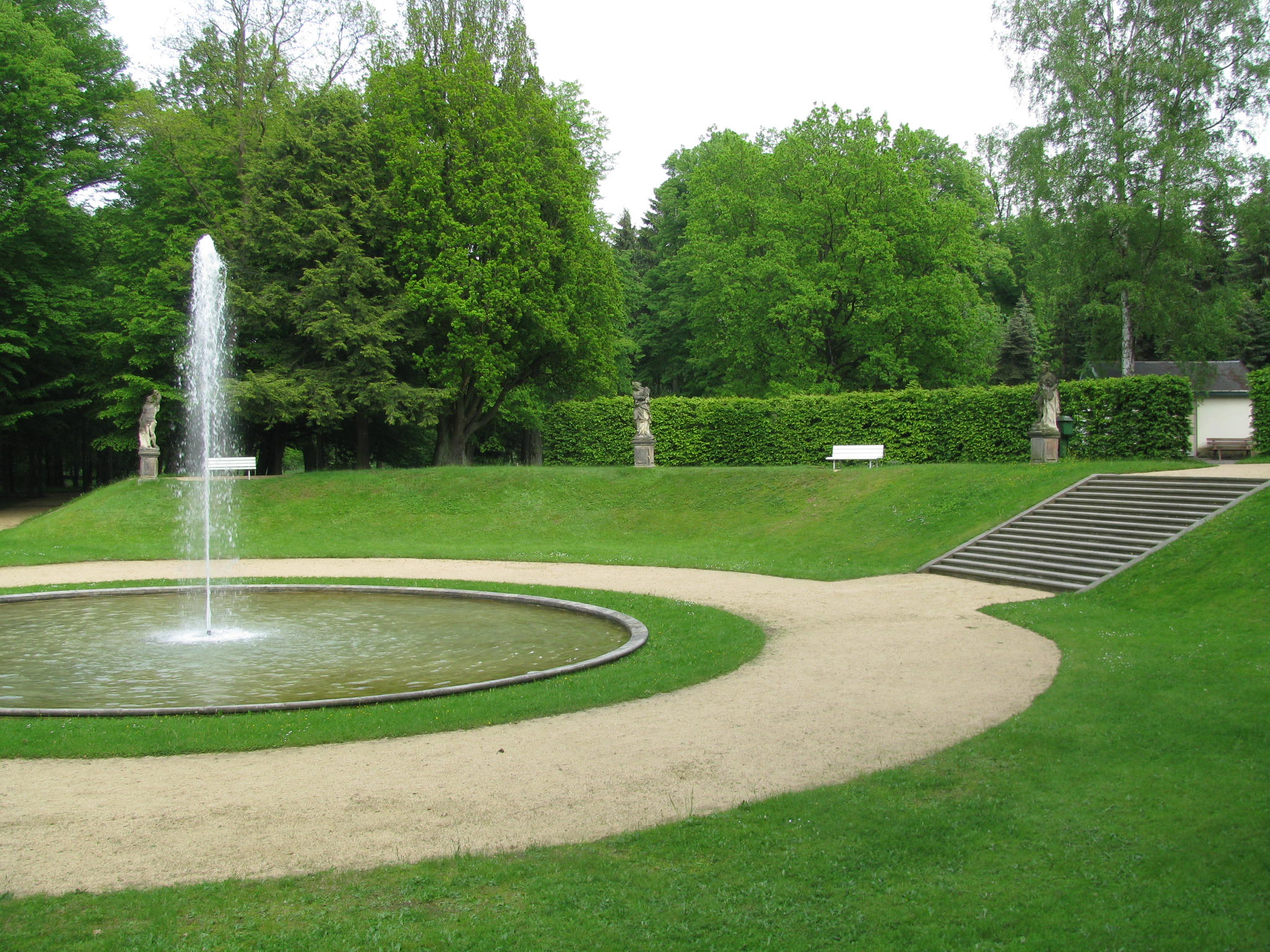
Großharthau
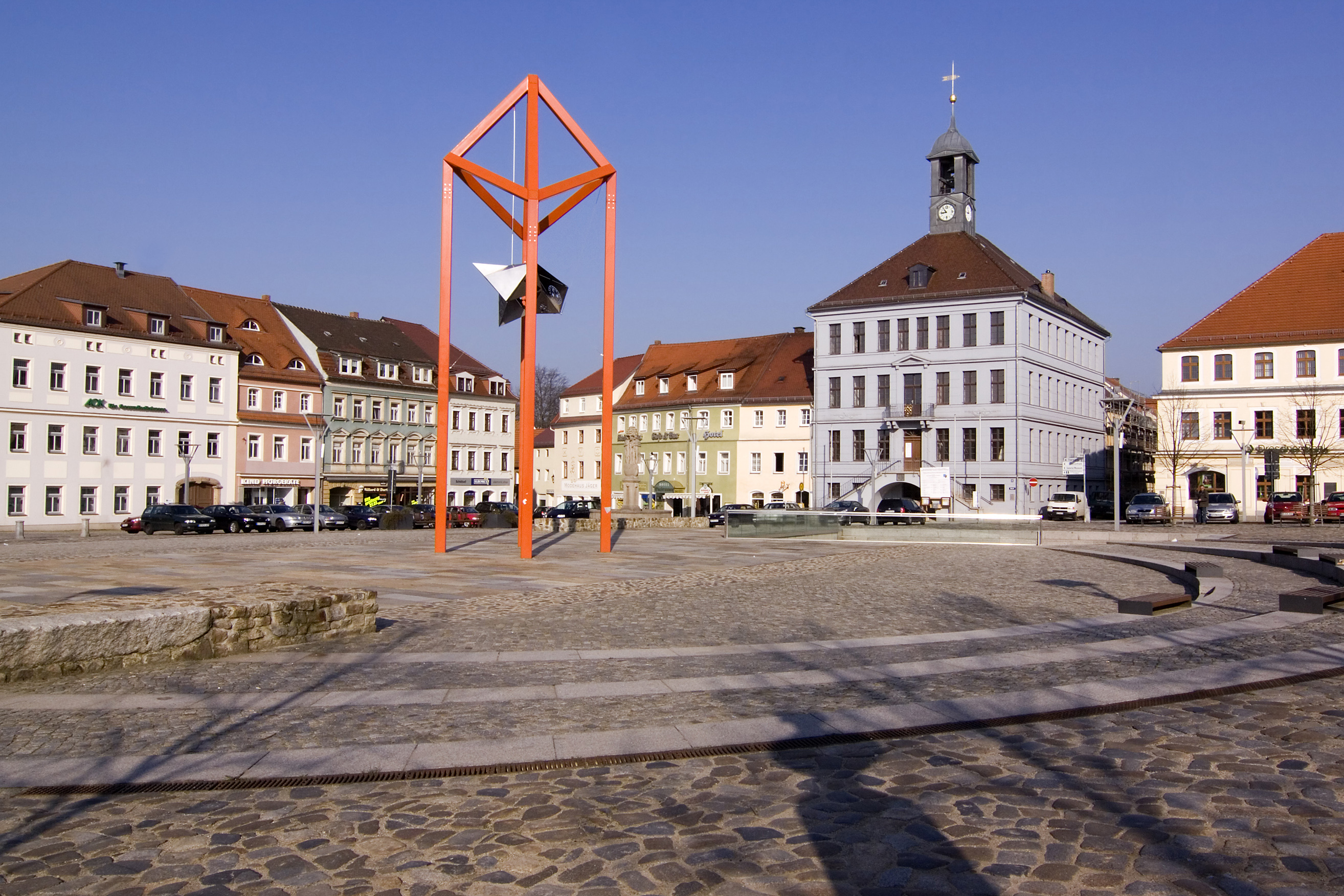
Bischofswerda
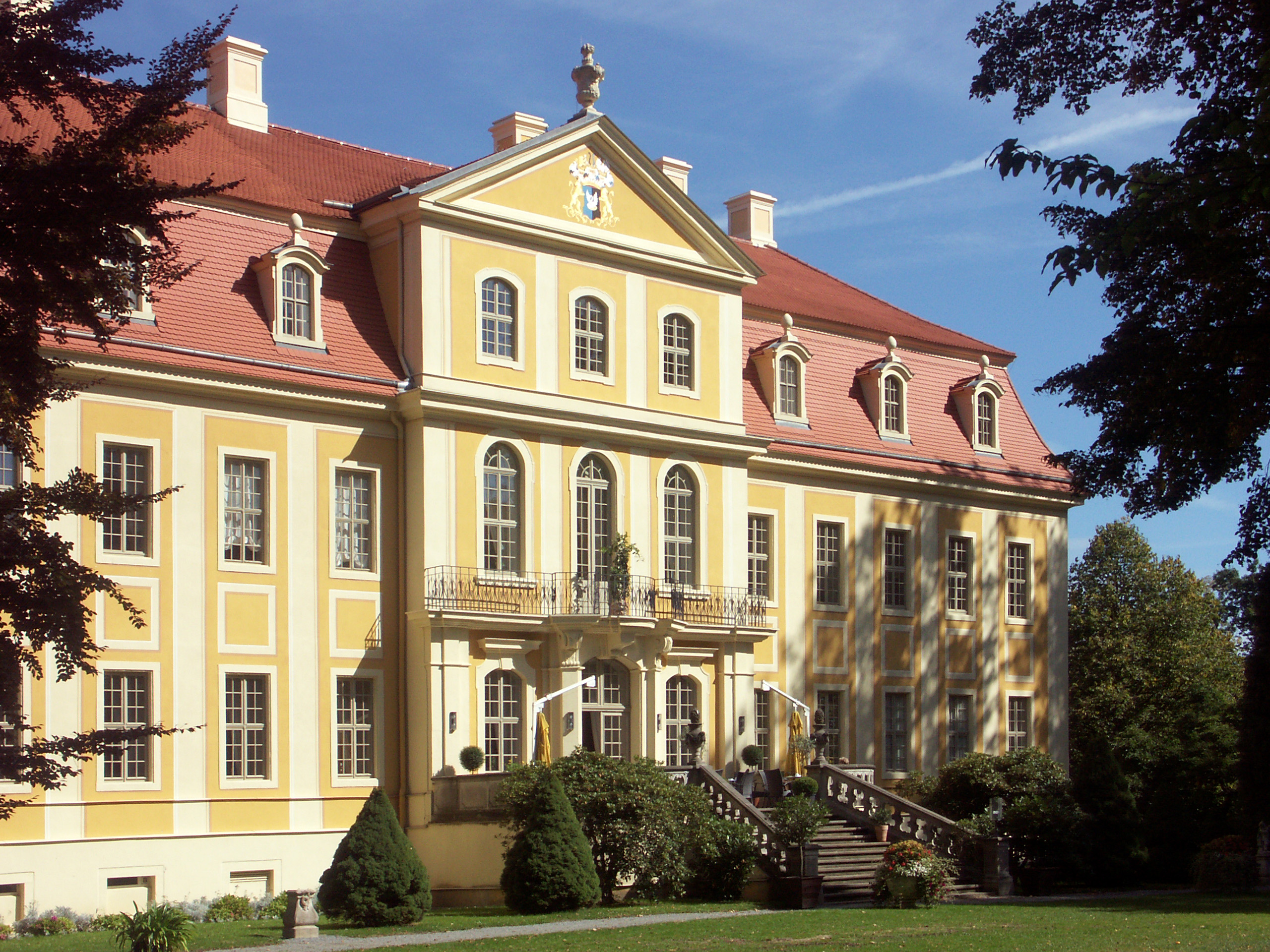
Rammenau
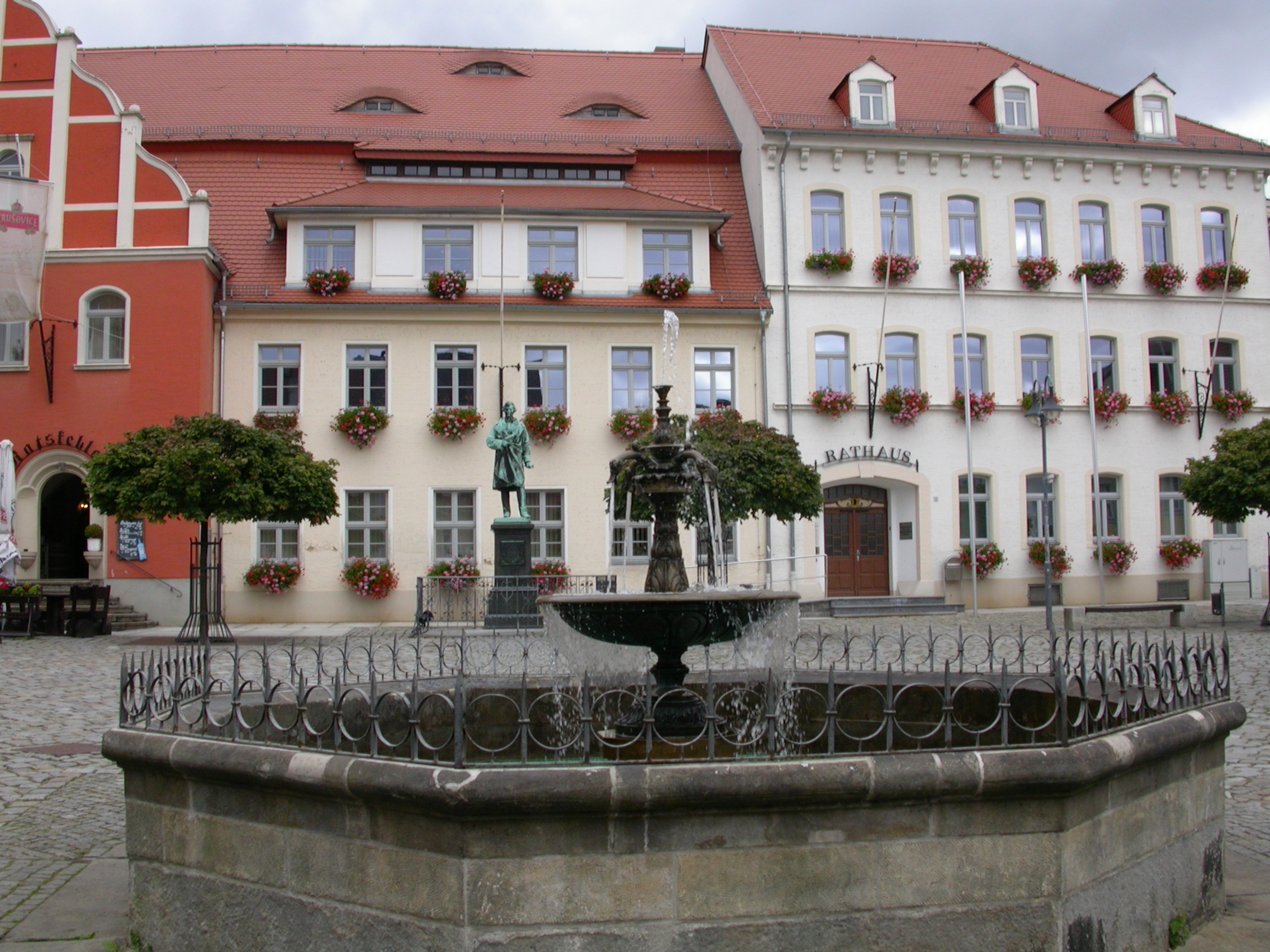
Pulsnitz
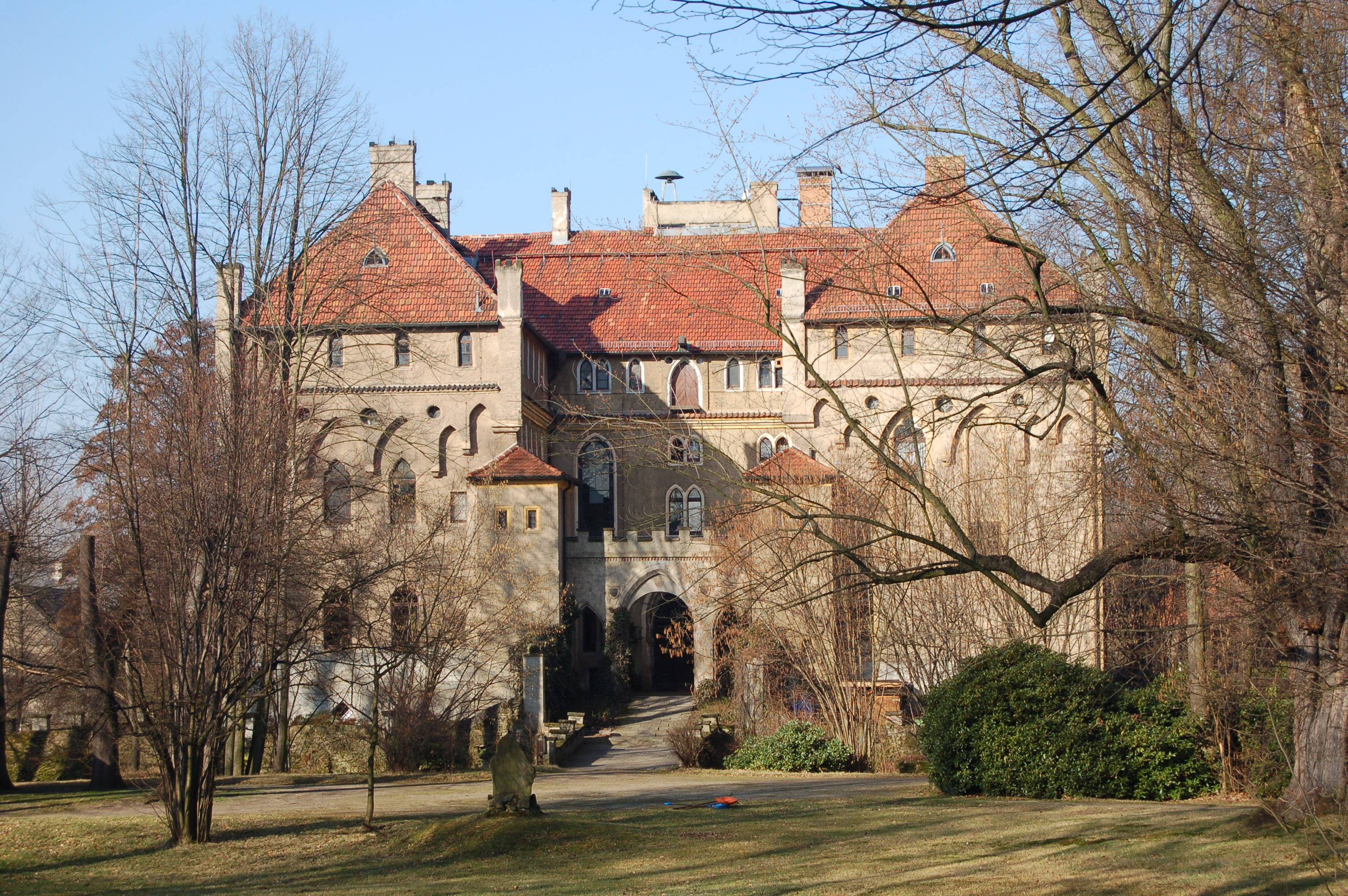
Seifersdorf